# Чешма-паметник на Дончо Ватах войвода
Чешмата-паметник на Дончо Ватах войвода е чешма в Копривщица, построена по инициатива на Дирекцията на музеите в града през 1970 година в памет на войводата, по случай на 110 г. от гибелта му.
Направена е от гранитен блок с размери 200/110/110 см. от копривщенския каменоделец Атанас (Танчо) Юруков. Поставена на извор, недалеч от мястото, където се е намирала родната къща на войводата Дончо Ватах, на левия бряг на река Петрешка, в непосредствена близост до другата чешма тук на името на Лука Брайков, наричана простонародно „Арнаутец“.